# Petr Sovič
Petr Sovič (* 18. října 1987 Praha) je český swingový zpěvák, moderátor, dramaturg a příležitostný hudební producent. Zároveň je zakladatel a kapelník orchestru Golden Big Band Prague, moderátor a dramaturg pořadu Gramofon (Signál Rádio, TV Noe) a také frontman doprovodné kapely Gramofon.

## Umělecká tvorba
V dětství byl ovlivněn svými prarodiči v poslechu hudby a zamiloval se do swingového rytmu a zvuku velkých orchestrů. Ve 12 letech začal hrát na trubku v Základní umělecké škole na Proseku, kde také působil ve své první školní dixielandové kapele The DixieBoys, kterou později vedl jako kapelník a frontman. V době dospívání a studií si vyzkoušel více hudebních žánrů od big beatu, přes swing, jazz, ska až k české dechovce. V 17 letech se stal kapelníkem pražského dechového orchestru Žižkovanka a v roce 2011 založil orchestr Golden Big Band Prague. Od dětství snil o tom, že se jednou stane kapelníkem velkého big bandu po vzoru Karla Vlacha, Gustava Broma, Ladislava Bezubky či Karla Krautgartnera. S tímto orchestrem vystupuje po boku hvězd domácí i zahraniční hudební scény doma i v zahraničí (Slovensko, Polsko).

## Rádio Dechovka
Vzhledem ke své orientaci v hudebním žánru české dechovky usedl jako kapelník k mikrofonu jediného českého rádia se zaměřením na dechovou hudbu (Rádio Dechovka). Od roku 2011 do roku 2017 zastával pozici denního moderátora a připravoval také autorské hudební pořady obsahující legendární melodie určené generaci dříve narozených posluchačů.

## Signál rádio
Od září roku 2017 působí jako moderátor na soukromé rozhlasové stanici Signál rádio a připravuje vlastní autorský hudební pořad Gramofon mapující vývoj československé populární hudby a vysílaný každou neděli od 15 do 16 hodin.

## Významnější umělecké projekty
- říjen 2019 – galakoncert "Časy se mění (1968–1989)" s hosty (Golden Big Band Prague, Petr Sovič, Eva Pilarová, Martin Chodúr, Jana Koubková, Janek Ledecký, Markéta Konvičková, Václav NOID Bárta, Jitka Zelenková, Adam Mišík, Petra Černocká, Prime Time Voice, Tereza Mašková, Jaroslav Hutka, Olga Lounová a další).
- říjen 2018 – galakoncert "Pocta českému swingu" s hosty (Golden Big Band Prague, Petr Sovič, Pavlína Filipovská, Josef Zíma, Antonín Gondolán, Václav NOID Bárta, Radka Fišarová, Markéta Konvičková, Ondřej Ruml, Dasha, Petr Bende, Leona Machálková, Jitka Zelenková, Kateřina Brožová, Sestry Ježkovy, orchestr Ježkovy Stopy)
- Duben 2017 – galakoncert „Karel Štědrý 80“ s hosty (Golden Big Band Prague, Petr Sovič, Pavlína Filipovská, Karel Gott, Eva Pilarová, Yvetta Simonová, Josef Zíma, Jiřina Bohdalová, Jan Rosák, Eduard Hrubeš, Milan Pitkin, Monika Absolonová a další)
- Prosinec 2016 – galakoncert s názvem „Daniel Hůlka – 25. let na scéně“ s hosty (Golden Big Band Prague, kytarista Lubomír Brabec)
- Listopad 2016 – galakoncert s názvem „Zlatá léta šedesátá“ v pražském Divadle ABC s hosty (Eva Pilarová, Ilona Csáková, Martin Chodúr, Jan Smigmator, Karel Štědrý, Pavlína Filipovská, Patricie, Zuzana Vlčeková či Prime Time Voice). Na tomto koncertě proběhl také křest zpěvákova singlu s názvem Gramofon, Kmotrou se stala zpěvačka Eva Pilarová.
- Duben 2016 – Televizní pořad „Přijďte večer k nám“ na obrazovkách TV NOE s hosty (Eva Pilarová, Milan Drobný, Yvetta Simonová, Karel Štědrý, Pavlína Filipovská nebo Jiří Štědroň)
- Prosinec 2015 – Vánoční koncert zpěvačky Ilony Csákové v pražském Divadle Hybernia s hosty (Golden Big Band Prague, Petr Sovič, Václav Noid Bárta)
- Listopad 2015 – záznam koncertu v režii TV NOE s názvem „Eva Pilarová 55. let na scéně“ s hosty (Golden Big Band Prague, Petr Sovič, Vojta Dyk, Matěj Ruppert, Wohnout, Tomáš Ringel)
- Květen 2015 – Televizní pořad „Přijďte večer k nám“ na obrazovkách TV NOE s hosty (Karel Štědrý, Ilona Csáková, Tomáš Savka, Martin Chodúr, Jan Smigmator, Dáša Zázvůrková, Zuzana Vlčeková a Petr Sovič)
- Prosinec 2014 – Rozhlasový a televizní přenos benefičního koncertu Podepsáno srdcem (ČRo Dvojka, TV NOE) s hosty (Golden Big Band Prague, Petr Sovič, Martin Chodúr, Ilona Csáková, Felix Slováček (mladší), Zuzana Vlčeková, Dagmar Zázvůrková, Flaškinet, Václav Hudeček).
- Červen 2014 – galakoncert a vyhlašování ocenění s názvem „Grand Prix Jazz Melomani 2014“ v polském městě Lodž za účasti českého swingového zpěváka Jana Smigmatora.
- Prosinec 2013 – Televizní přenos benefičního koncertu Podepsáno srdcem v režii TV NOE s hosty (Dagmar Pecková, Peter Lipa, 4TET, Leona Machálková, Lee Andrew Davison, Dáša Zázvůrková, Barbora Swinx, Martin Chodúr, Tereza Bergmanová, Miloš Knor, Golden Big Band Prague, Petr Sovič)
- Prosinec 2012 – Rozhlasový přenos ČRo Dvojka „Swingové Vánoce“ - charitativní koncert pro Nadační fond Podepsáno srdcem s hosty (Golden Big Band Prague, Petr Sovič, jako sólisté se představí Leona Machálková, Jana Yngland, Tomáš Savka, Peter Lipa, Richard Adam, Petr Sovič, Tereza Bergmanová, Nikoleta Spalasová, Jan Smigmator, Pavlína Senič)
- Prosinec 2011 – Televizní pořad ČT2 „Viva Frank Sinatra“ – charitativní koncert pro Nadační fond Podepsáno srdcem (Leona Machálková, Monika Absolonová, Peter Lipa, Ondřej Ruml, Shahab Toulouie, Richard Nedvěd, David Deyl, Martina Bárta, Petr Sovič)

## Diskografie
- 2016 Gramofon – singl (hudba a text Patricie Fuxová, kmotra zpěvačka Eva Pilarová, nasazený v hitparádě ČRo 2 – Česká Dvanáctka s dvojnásobným titulem „Zlatá česká dvanáctka roku 2017“)

## Filmografie
- 2013 Donšajni – epizodní role, režie Jiří Menzel